# Fabbriche di Vallico
Fabbriche di Vallico è una frazione del comune sparso di Fabbriche di Vergemoli, in provincia di Lucca.
Fu comune autonomo fino al 1º gennaio 2014, quando si è fuso con Vergemoli per formare il comune di Fabbriche di Vergemoli del quale costituisce il capoluogo.

## Geografia fisica

### Territorio
- Classificazione sismica: zona 2 (sismicità medio-alta), Ordinanza PCM 3274 del 20/03/2003

### Clima
- Classificazione climatica: zona E, 2360 GR/G
- Diffusività atmosferica: bassa, Ibimet CNR 2002

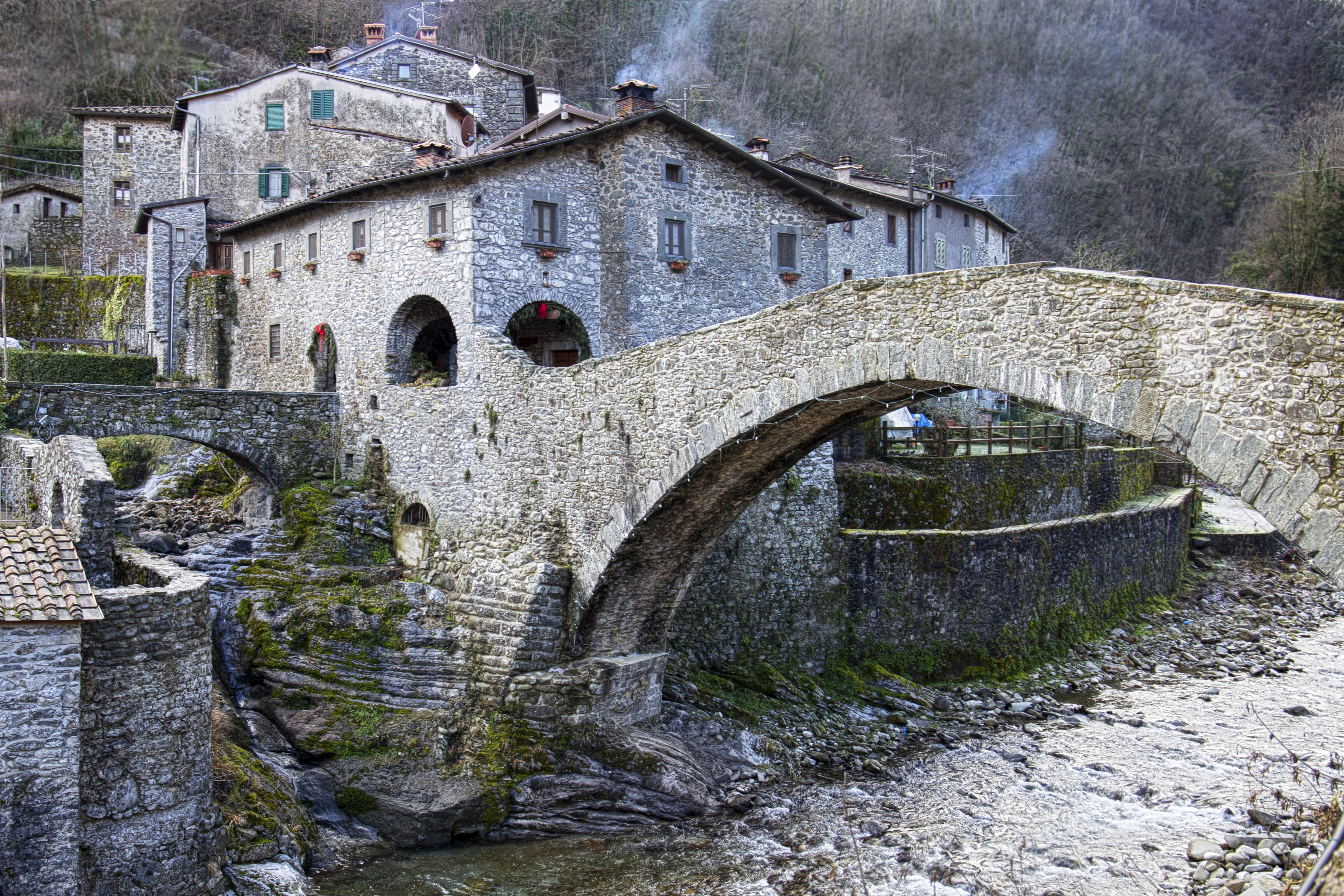
Ponte della Dogana

## Storia
Aveva oltre 2 000 abitanti nell'Ottocento. Il capoluogo deve le sue origini a una colonia di fabbri bergamaschi del Trecento. La maggioranza delle famiglie odierne è giunta però da Vallico, dalla Versilia, dalla Lunigiana o persino dal Frignano.
Il 25 dicembre 2009 Fabbriche di Vallico è stato colpito da un grosso nubifragio che ha arrecato diversi danni al territorio comunale isolando diverse case. Nella notte tra il 20 e 21 ottobre 2013 il comune è stato nuovamente colpito da un secondo pesante nubifragio che ha causato ingenti danni, in particolare nella frazione di Gragliana, isolata nelle prime ore dell'evento da una frana che ha determinato un crollo stradale, ed alla piccola centrale idroelettrica comunale, costringendo il comune (e la locale sezione distaccata della Misericordia di Borgo a Mozzano) a dotarsi di una postazione avanzata di pronto soccorso con una ambulanza attrezzata e medico a bordo.

### Simboli
Lo stemma di Fabbriche di Vallico si blasonava:
Il gonfalone era un drappo partito di rosso e di azzurro.

## Monumenti e luoghi d'interesse
A Fabbriche di Vallico è situata la chiesa parrocchiale di San Giacomo Apostolo. Inoltre, vi si trova il ponte della Dogana che marcava il confine tra il ducato di Modena e la Repubblica di Lucca.

## Società

### Evoluzione demografica
Sono qui riportati gli abitanti del comune autonomo di Fabbriche di Vallico dal 1861 al 2011, che comprendeva oltre alla frazione capoluogo anche quelle di Gragliana, Vallico Sopra e Vallico Sotto.

Territorio dell'ex comune di Fabbriche di Vallico all'interno della provincia di Lucca

Abitanti censiti; per gli ultimi censimenti si evidenzia in blu la popolazione residente nel centro abitato di Fabbriche di Vallico, in verde quella residente nei vecchi confini comunali.

### Etnie e minoranze straniere
Secondo i dati ISTAT al 31 dicembre 2011 la popolazione straniera residente era di 15 persone, pari al 7,2% della popolazione residente nella frazione.

## Cultura

### Istruzione
Fabbriche di Vallico è dotata di una scuola elementare inaugurata nel 2009.

## Amministrazione
| Periodo        | Periodo          | Primo cittadino           | Partito                         | Carica  | Note   |
| -------------- | ---------------- | ------------------------- | ------------------------------- | ------- | ------ |
| 13 giugno 1985 | 16 luglio 1994   | Silvestro Corrado Mariani | DC                              | Sindaco | [ 10 ] |
| 16 luglio 1994 | 14 giugno 1999   | Loris Agostini            | lista civica di centro-sinistra | Sindaco | [ 10 ] |
| 14 giugno 1999 | 14 giugno 2004   | Loris Agostini            | lista civica di centro-sinistra | Sindaco | [ 10 ] |
| 14 giugno 2004 | 8 giugno 2009    | Oreste Giurlani           | lista civica di centro-sinistra | Sindaco | [ 10 ] |
| 8 giugno 2009  | 31 dicembre 2013 | Oreste Giurlani           | lista civica di centro-sinistra | Sindaco | [ 10 ] |